# Почтовые индексы Польши

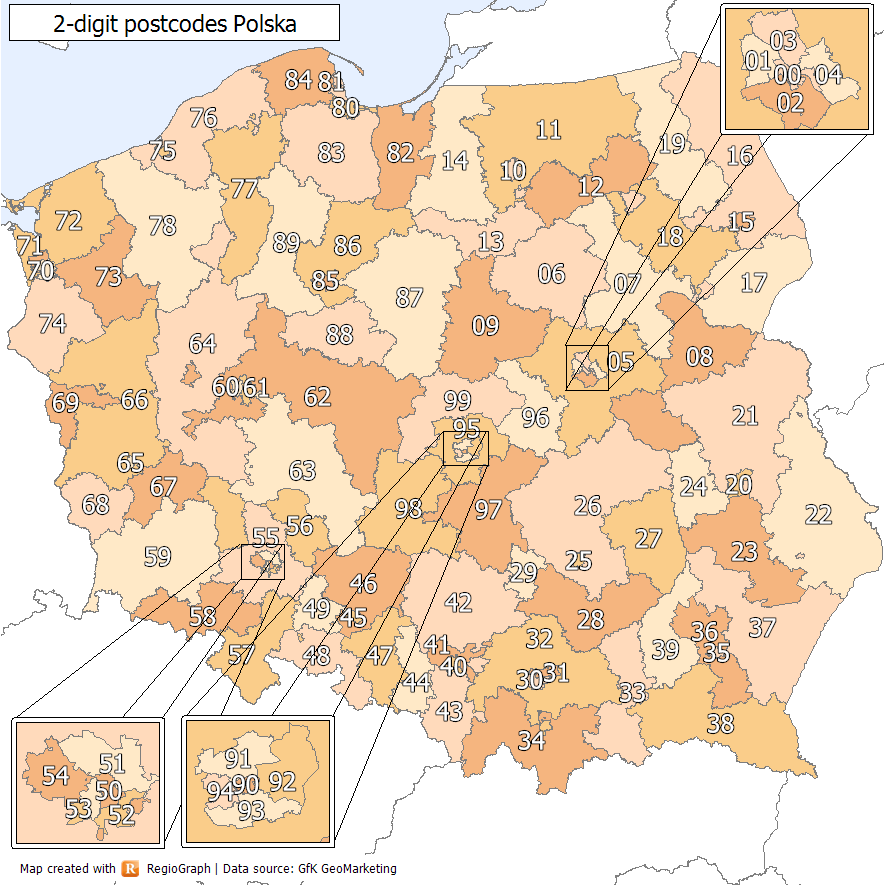
Почтовые зоны Польши (по первым двум цифрам почтового индекса)

Почтовые индексы в Польше представляют собой пятизначный цифровой код, разделённый дефисом после первых двух цифр. Указывается перед названием населённого пункта. Системой управляет Poczta Polska S.A.

## История
Система почтовых индексов в Польше была введена в 1973 году. В 2013 году вступил в силу Закон о почте (польск. Prawo pocztowe), по которому почтовые индексы закрепились за городами или улицами. До этого коды закреплялись за почтовыми отделениями, из-за чего при их реорганизации почтовые индексы менялись.

## Структура
Первая цифра означает округ. Округ включает в себя от одного до двух воеводств согласно административному делению Польши на момент введения системы почтовых индексов. Нумерация начинается от Варшавы и возрастает по часовой стрелке.
- 0 – Варшавский округ (Мазовецкое воеводство)
- 1 – Ольштынский округ (Ольштынское и Белостоцкое воеводства)
- 2 – Люблинский округ (Люблинское и Келецкое воеводства)
- 3 – Краковский округ (Краковское и Жешувское воеводства)
- 4 – Катовицкий округ (Катовицкое и Опольское воеводства)
- 5 – Вроцлавский округ (Вроцлавское воеводство)
- 6 – Познанский округ (Познанское и Зелёногурское воеводства)
- 7 – Щецинский округ (Щецинское и Кошалинское воеводства)
- 8 – Гданьский округ (Гданьское и Быдгощское воеводства)
- 9 – Лодзинский округ (Лодзинское воеводство)

Вторая цифра означает зону внутри округа. За крупными городами и административными центрами воеводств закреплено от 1 до 5 цифр зон:
- 00–04 — Варшава
- 10 — Ольштын
- 15 — Белосток
- 20 — Люблин
- 25 — Кельце
- 26 — Радом
- 30–31 — Краков
- 35 — Жешув
- 40 — Катовице
- 45 — Ополе
- 50–54 — Вроцлав
- 60–61 — Познань
- 65 — Зелёна-Гура
- 70–71 — Щецин
- 75 — Кошалин
- 80 — Гданьск
- 81 — Гдыня и Сопот
- 85 — Быдгощ
- 90–94 — Лодзь

## Индивидуальные почтовые индексы организаций
За некоторыми организациями закреплены отдельные почтовые индексы:
- 00-977 Польское радио
- 00-919 Национальный банк Польши
- 00-999 Польское телевидение